# 자크 카텔리노
자크 카텔리노(프랑스어: Jacques Cathelineau, 1759년 1월 5일 ~ 1793년 7월 14일)은 프랑스 혁명기에 발생한 방데 반란의 지도자이다.

## 생애
1759년으로 원래는 단순한 행상이었지만, 1793년 프랑스 서부 방데 지방에 반란이 일어나자 농민의 요청으로 반란에 가담하게 된다. 그 자신은 군대 경험이 전혀 없었지만, 그 웅변과 타고난 리더십으로 인심을 장악하게 된다. 배운 것이 없어, 천방지축으로 빗나가기 쉬운 농민들을 잘 통솔하여 존경을 한 몸에 받게 된다.
왕당파와 십자군의 결성을 호소하면서, 농민을 조직하여 공화국 군의 초소를 차례로 습격하여 성과를 거둔다. 비정규전에서 종종 적을 물리치고 마을에서 농민을 모집하여 세력을 확대한다. 1793년 5월 가톨릭 왕군을 편성할 때는 농민의 지지를 받을 수 있는 인물로 부상하면서 다른 귀족들로부터 총사령관에 추대되었다.
그러나 6월 29일, 《낭트 공략전》 중을 지휘하다 총탄을 맞고 낙마하여 2주 후에 부상으로 전사하게 된다. 이후 반란군의 사기는 저하 파멸로 향했다.

## 이후
그의 아들 자크조제프 드 카텔리노(Jacques - Joseph de Cathelineau)는 프랑스 왕정복고 시기에 기사로 서임되었다. 또한 그의 손자인 앙리 드 카텔리노(Henri de Cathelineau)는 프랑스 장교로 《프로이센-프랑스 전쟁》에 종군했다.

## 같이 보기
- 방데 반란